# Protection cathodique

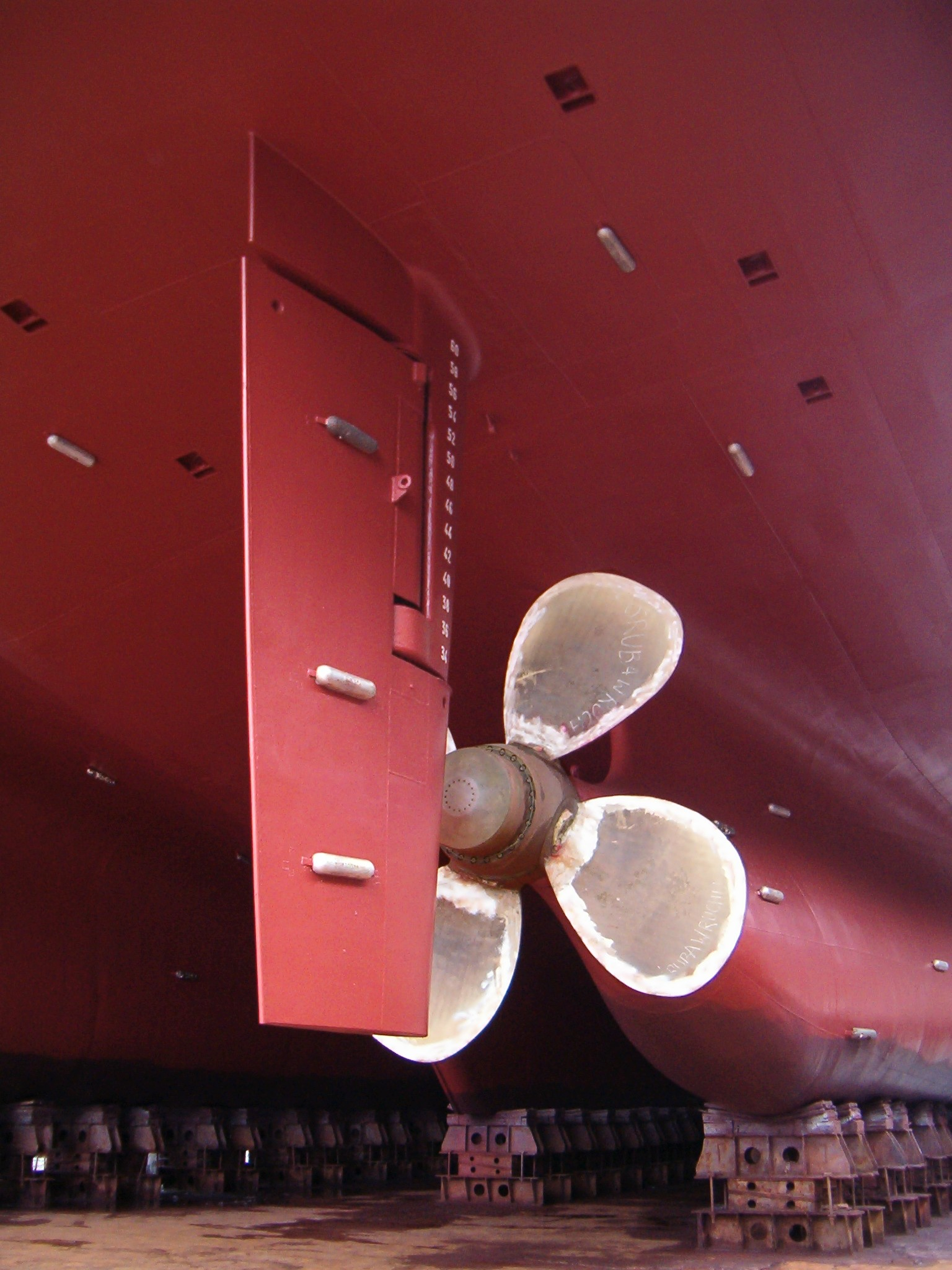
Anodes sacrificielles sur la coque et le safran d'un navire

La protection cathodique permet de protéger un métal contre la corrosion. Pour modifier le potentiel du métal à protéger cathodiquement, une anode installée dans le même électrolyte est utilisée. Les anodes peuvent être de deux types : soit des anodes ayant un potentiel standard plus bas que le métal à protéger (anode sacrificielle), soit des anodes couplées à un générateur de tension continue imposant une différence de potentiel entre les deux métaux (méthode à courant imposé).
La protection cathodique est également une technique pour contrôler la corrosion d’une surface métallique en transformant cette surface en la cathode d’une cellule électrochimique. La protection cathodique est utilisée pour protéger les structures métalliques de la corrosion, notamment l’acier, les gazoducs, les oléoducs, les canalisations d’eau, les réservoirs, les piliers métalliques des jetées, les navires, les plateformes pétrolières ou encore les structures en béton armé.

## Origines
La première utilisation de la protection cathodique remonte à 1824, lorsque Sir Humphry Davy, de la Royal Navy, fixe des morceaux de fer à l’extérieur au-dessous de la ligne de flottaison sur le revêtement de cuivre de la coque d’un navire. Le fer se corrode plus facilement sous forme de rouille que le cuivre lorsqu’il est en contact avec la coque si bien que la vitesse de corrosion du cuivre s’en trouve considérablement réduite.

## Protection cathodique galvanique
Aujourd’hui les anodes réactives ou sacrificielles peuvent avoir différentes formes et sont faites en utilisant des alliages de zinc, de magnésium et d’aluminium. Le potentiel électrochimique de ces anodes est plus bas que ceux des alliages de fer – les alliages de fer étant plus nobles, ils servent de cathodes. De plus, la capacité de courant et le taux de consommation de ces alliages en font de bons candidats.
Les anodes sacrificielles sont conçues et choisies pour avoir un potentiel électrochimique plus négatif que le métal de la structure à protéger. Pour que la protection cathodique soit efficace la surface à protéger est polarisée. La force qui sous-tend la protection cathodique est la différence de potentiel électrochimique entre l’anode et la cathode.
Pour déterminer le type et la quantité d'anodes nécessaires pour la protection d'une structure donnée, les facteurs principaux qui interviennent sont la dimension de la surface exposée à l'agent corrosif (eau de mer, par exemple), la nature de cette surface (matériau, revêtement, rugosité...) et la durée de vie de la structure ou l'intervalle de renouvellement des anodes. La nature de l'agent corrosif (la température et la salinité de l'eau de mer, par exemple) a aussi une influence à prendre en compte dans les calculs. 
Il faut noter qu'un excès de protection cathodique mène à la production d'hydrogène sur le métal à protéger, ce dernier peut alors se fragiliser par fragilisation par l'hydrogène (voir le phénomène de corrosion sous contrainte).
Les anodes sacrificielles sont naturellement autorégulées et répondent à la demande de corrosion du métal à protéger, les courants suivent alors les cycles thermiques quotidiens et saisonniers, ainsi que l'hygrométrie ambiante (pluies, marées).
Les structures peuvent être de différentes natures, acier, béton armé ou mixte. Selon sa forme et la quantité de métal à protéger une structure pourra être polarisée plus ou moins rapidement. Dans le cas du béton armé les anodes sacrificielles sont disposées régulièrement entre les armatures en acier. Les caractéristiques des anodes sont généralement données en charge capacitive (kC: symbole du kilocoulomb) et dimensions (longueur et diamètre).
Les réactions de polarisation qui sont relativement lentes peuvent être accélérées par une charge temporaire de quelques jours sous courant imposé, favorisant à la cathode la réduction du milieu oxydé et la création de sites d'oxydation sur la surface des anodes, il s'agit alors de système dit hybride privilégiant la durabilité et la longévité de l'anode en mode galvanique.
Les milieux tendant à s'équilibrer, les courants se stabilisent après quelques mois, le contrôle des potentiels devient alors le moyen le plus facile de contrôler l'activité du système de protection. Les alliages à base de Zinc ont tendance à s'autopassiver, l'apport d'enrobage alcalin maintenant l'activité de l'anode dans la structure en béton armé est indispensable lors de la mise en place des anodes dans la structure en béton.

## Protection cathodique à courant imposé
Pour des installations plus grandes ou mal isolées mécaniquement par un revêtement de mauvaise qualité, les anodes sacrificielles peuvent ne pas délivrer suffisamment de courant pour une protection optimale. Dans les systèmes à courant imposé des anodes sont alors connectées à un générateur de courant continu permanent ou cyclique (le redresseur de courant fonctionne suivant des séquences de temps prédéfinies). Ces anodes sont en forme de tube (pour permettre le dégazage d'oxygène) ou de tige compacte de différents matériaux dédiés tels que l'acier, de la fonte, du graphite, des oxydes métalliques, des fils revêtus de platine et de niobium…

## Tester l'installation
Le potentiel électrochimique est mesuré avec des électrodes de référence (dont le potentiel ne varie pas). Des electrodes cuivre – sulfate de cuivre(Cu/CuSO4) sont utilisées pour des structures en contact avec le sol ou de l’eau douce. Des électrodes de chlorure d’argent (Ag/AgCl) sont utilisées pour les applications en eau de mer car celle-ci pollue les électrodes à base de cuivre. Lors de réparation de béton armé affecté par la corrosion l'emploi d'électrodes de références manganèse/manganèse oxyde permet d'avoir une stabilité de la mesure dans le temps sans dérive majeure. Les électrodes au chlorure d'argent libèrent des ions chlorures dans la structure, perturbant ainsi la mesure vraie.

## Acier galvanisé
Les voitures d’aujourd’hui sont faites avec des pièces d’acier galvanisé (recouvertes de zinc). L’acier non protégé forme une couche d’oxyde de fer qui est perméable à l’air et à l’eau si bien que la corrosion se poursuit à l’intérieur. En revanche, l’oxyde de zinc produit à la surface de la couche de zinc est imperméable. Tant que le zinc et l’oxyde de zinc sont intacts (c'est-à-dire tant qu’ils ne sont pas effrités ou rayés) l’acier qu’il y a dessous ne se corrodera pas.
L’acier galvanisé a des propriétés autoréparatrices, en effet des petites éraflures qui exposeraient l’acier vont se recouvrir de zinc. Ceci se produit parce que le zinc présent autour de l’éraflure va se dissoudre et se déposer sur l’acier en remplaçant celui qui a disparu lors de l’éraflure.

## Les antirouilles électroniques: une application de la protection cathodique par courant imposé pour les automobiles
Le principe de base de la corrosion
La plupart des métaux à l’état naturel n’existent pas sous forme métallique pure mais plutôt comme un composé stable. Le phénomène de corrosion est le principe par lequel le métal cherche à retourner dans son état naturel en perdant des électrons et en se combinant avec des composants de son environnement qui sont des accepteurs d’électrons. C’est un procédé électrochimique appelé oxydo-réduction. Dans la nature, le fer existe sous la forme d’un oxyde, le composé orangé communément appelé rouille. Pour un métal, l’aptitude à corroder va dépendre de sa facilité à perdre ses électrons et du milieu environnant dans lequel il se trouve (humidité, température, agressivité, etc.).
La protection cathodique
Il est possible de protéger les métaux facilement oxydables en utilisant différents principes basés sur la protection cathodique : 
- l’application de revêtements sacrificiels comme le zinc ou le cadmium directement sur le métal à protéger;

- l’utilisation d’anodes sacrificielles dans le même milieu liquide ou conducteur que le métal à protéger;

- l’application d’un courant modifiant le potentiel de corrosion jusqu'à un niveau où la vitesse de corrosion du métal est réduite de manière significative.

Les deux premiers principes sont basés sur une protection cathodique que l’on considère comme passive, alors que le troisième principe représente une protection cathodique qu’on dit d’active.
Protection passive
Les revêtements sacrificiels sont largement utilisés dans les domaines de l’aéronautique et de l’automobile. En effet, on retrouve des dépôts de cadmium, de titane-cadmium ou de zinc-nickel appliqués sur l’acier des composantes aéronautiques. Ces dépôts seront oxydés préférentiellement par rapport à l’acier ce qui prolongera substantiellement la vie des pièces minimisant ainsi l’usure prématurée et le besoin de remplacement des composantes coûteuses. Dans le milieu automobile, c’est le zinc qui est utilisé et celui-ci a le même effet que les dépôts mentionnés ci-dessus.
Les anodes sacrificielles sont largement utilisées notamment dans les chauffe-eau, les armatures de ponts, les structures pétrolières en mer, les barres de renfort métalliques dans les bâtiments et structures en béton, les coques de navires, etc. Le principe de protection est le même que dans le cas des revêtements sacrificiels.
La protection sacrificielle est aussi appelée protection cathodique galvanique passive.
Protection active
La protection cathodique par courant imposé implique, comme son nom l’indique, l’application d’un courant entre l’anode (le métal moins noble donc plus facilement oxydable) et le métal à protéger en utilisant une source DC externe. Ce principe requiert la présence d’un milieu conducteur afin que les ions puissent circuler entre les deux métaux et ainsi fermer la boucle du circuit électrique/électrochimique.
La protection cathodique est efficace lorsqu’il y a diminution du potentiel de corrosion du métal à protéger jusqu'à un niveau où la vitesse de corrosion de celui-ci est réduite de manière significative. Il faut toutefois que toute la surface du métal à protéger soit mouillée. L’efficacité de la protection dépend du potentiel atteint sur la surface du métal que l’on veut protéger. La protection est considérée comme suffisamment efficace si le potentiel de la structure protégée est plus négatif par rapport au potentiel de corrosion par plus de 100 mV.
Les antirouilles électroniques
L’apparition des antirouilles électroniques pour la protection des véhicules date de nombreuses années. On entend dire beaucoup de choses à propos de ces dispositifs spécialement conçus pour le secteur de l’automobile. Certains y croient, d’autres absolument pas.
En science, il ne s’agit pas de croire ce qu’on raconte mais plutôt d’analyser les faits. Comme il y a peu de documentation de vulgarisation scientifique facilement accessible au grand public et portant sur les protections électroniques, il circule beaucoup de désinformations au sujet de cette technique. Mais il est important, pour un consommateur, de pouvoir se référer a de l’information juste. Tout d’abord il est important de comprendre comment fonctionne la technique utilisée dans ces dispositifs. Celle-ci est basée sur le principe de la protection cathodique par courant imposé dans laquelle un faible courant est appliqué entre une borne positive et une borne négative séparées par un média, habituellement à base d’eau. Toutefois, dans le cas des antirouilles électroniques pour véhicules, l’immersion totale du véhicule dans l’eau n’est pas nécessaire comme le prétendent certains documents disponibles sur le web. Ceux-ci utilisent la batterie à la fois comme source d’énergie et comme conducteur pour imposer un courant continu sur la plupart des composantes métalliques du véhicule.
Leur efficacité fait généralement l’objet de controverse par manque d’une compréhension adéquate du principe de fonctionnement qui est résumé dans les paragraphes précédents et des résultats scientifiques obtenus présentés dans le texte qui suit.
Un des critères permettant de confirmer l’efficacité de la protection cathodique est le déplacement du potentiel de corrosion vers des valeurs plus négatives et ce d’au moins 100 mV. Un module d’antirouille électronique basé sur la protection cathodique par courant imposé a été testé par un laboratoire accrédité indépendant en 2007. Une série de 24 panneaux de 3 pieds par 4 pieds ont été testés dans des conditions dérivées de l’ASTM B117-94 selon 8 combinaisons possibles (testées en triplicata) qui sont résumées dans le tableau ci-dessous :
| Test | Galvanisé | Galvanisé | Scellé | Scellé | Avec module | Avec module |
| #    | Oui       | Non       | Oui    | Non    | Oui         | Non         |
| 1    | X         |           |        | X      | X           |             |
| 2    | X         |           | X      |        | X           |             |
| 3    | X         |           |        | X      |             | X           |
| 4    | X         |           | X      |        |             | X           |
| 5    |           | X         |        | X      | X           |             |
| 6    |           | X         | X      |        | X           |             |
| 7    |           | X         |        | X      |             | X           |
| 8    |           | X         | X      |        |             | X           |

On retrouve donc des panneaux en acier galvanisé ou non, recouverts d’un scellant ou non et connectés au module de protection cathodique ou non. Sur chacun de ces 24 panneaux, une égratignure de 12 pouces de long a été faite et c’est seulement celle-ci qui a été exposée au milieu salin, le reste étant gardé totalement sec.
Le voltage a été mesuré sur une période de 600 heures au niveau de l’égratignure en utilisant une électrode de référence à l’Ag/AgCl via un capillaire de Luggin permettant que seulement l’extrémité de celui-ci soit immergée dans la solution saline tout près de l’égratignure.
Les modules étaient alimentés par une source de 24 Volts DC et 74 mA. Le courant mesuré à l’égratignure était de l’ordre de 54 mA. La différence de voltage mesurée entre les panneaux en présence du module antirouille et ceux en absence du module est minimalement de 92 mV (voir courbes ci-dessous), prouvant ainsi l’efficacité de protection cathodique de celui-ci pour retarder le processus de corrosion.
| Cas | Test # | Galvanisé | Scellé | Voltage V | Delta mV |
| A   | 1      | Oui       | Non    | -0,905*   | 92       |
| A   | 3      | Oui       | Non    | -0,813    | 92       |
| B   | 2      | Oui       | Oui    | -0,924*   | 104      |
| B   | 4      | Oui       | Oui    | -0,820    | 104      |
| C   | 5      | Non       | Non    | -0,739*   | 165      |
| C   | 7      | Non       | Non    | -0,574    | 165      |
| D   | 6      | Non       | Oui    | -0,767*   | 201      |
| D   | 8      | Non       | Oui    | -0,566    | 201      |

* Panneaux reliés au module d'antirouille électronique

Depuis quelques années, un nouveau module est apparu sur le marché. Celui-ci utilise le port OBD du véhicule pour appliquer un courant direct de 24 mA sur toutes les composantes métalliques du véhicule, facilitant ainsi son installation et évitant les branchements sous le capot. Des essais réalisés par un laboratoire indépendant en 2019 dans des conditions similaires à celles utilisées lors des tests effectués précédemment avec un module branché directement sur la batterie ont aussi donné des résultats concluants. Les mesures du potentiel de corrosion effectuées dans le cadre de ces essais démontrent clairement que le module antirouille branché dans le port OBD retarde efficacement le processus de corrosion. En effet, un flux continu d’électrons est libéré par celui-ci générant ainsi une barrière efficace contre l’attaque des agents oxydants présents dans l’environnement lorsque la couche de zinc de l’acier galvanisé de la carrosserie du véhicule est endommagée.
L’antirouille électronique au même titre que les antirouilles classiques à base d’huile n’empêche pas la corrosion. Toutefois, lorsqu’une zone métallique de la voiture est exposée et qu’aucune retouche de peinture n’est effectuée, un antirouille électronique utilisant la protection cathodique par courant imposé retardera le début du processus d’oxydation de plusieurs mois voire de quelques années.
La protection cathodique par courant imposé a déjà fait ses preuves en termes de protection contre la corrosion et ce dans toutes les sphères industrielles. Le secteur de l’automobile n’y échappe pas avec les antirouilles électroniques.
1. ↑  « Module 4: La protection cathodique – Part 1 », sur fr.linkedin.com (consulté le 17 avril 2023)
2. ↑  « L'essentiel sur la protection cathodique », sur CEFRACOR (consulté le 17 avril 2023)
3. ↑  (en) R.Scott Briody, « Substantiation Testing on Automotive Impressed Current Protection (ICP) Corrosion Protection System » [PDF], 16 mars 2007
4. ↑  (en) ASTM International, « Standard Practice for Operating Salt Spray (Fog) Apparatus » [PDF]
5. ↑  (en) James Roselle, « Substantiation Testing on AUtomotive Impressed Current Protection (ICP) Corrosion Protection System » [PDF], 8 février 2019
6. ↑  « Une meilleure façon de lutter contre la corrosion Armadillo – Dispositif électronique de protection contre la corrosion »